# Tungua
Tungua è un'isola delle Tonga. Amministrativamente appartiene alla divisione Haʻapai, nel distretto di Lulunga. Al censimento del 2021, l'isola aveva 117 abitanti.
Si trova nel gruppo di isole Lulunga, nella parte orientale del paese, 130 km a nord di Nukuʻalofa, la capitale del paese.
L'isola di Tungua è pianeggiante. Il punto più alto dell'isola è a 23 m sul livello del mare. Copre un'area di 1,6 km2. Ci sono numerosi altri isolotti nelle vicinanze, tra cui Luanamo, O'ua, Kongaloto, Nukulei e Kito.
A Tungua negli anni '60 furono ritrovati diversi resti della cività Lapita, in particolare ceramiche.